# Diego Luis López
Diego Luis López Breijo (Montevideo, 22 agosto 1974) è un allenatore di calcio ed ex calciatore uruguaiano, di ruolo difensore.
È stato inserito nella hall of fame del Cagliari, squadra alla quale ha legato la maggior parte della sua carriera da calciatore.

## Biografia
I suoi due figli Ian e Inti, nati a Cagliari nel periodo in cui giocava con il club sardo, sono divenuti calciatori professionisti.

## Caratteristiche tecniche
Difensore centrale, all'occorrenza poteva giocare anche da terzino destro. Fu soprannominato El Jefe ("il colonnello" o "il leader"), per la sua capacità di guidare la difesa, ma anche El Memo, per la sua sbadataggine.

## Carriera

### Giocatore

#### Club
La sua carriera professionistica inizia nella stagione 1992-1993 nel River Plate di Montevideo (Uruguay), dove in 4 stagioni colleziona 70 presenze e 5 gol. Nella stagione 1996-1997 si trasferisce in Spagna, al Racing Santander, dove gioca 2 stagioni totalizzando 62 presenze e 3 gol.
Nel 1998 si trasferisce al Cagliari.
Dopo un inizio di carriera tra panchina e tribuna sotto la direzione di Gian Piero Ventura, col passare delle stagioni López si è ritagliato un posto sempre più determinante al centro della difesa, reparto che ha guidato fino al termine della sua esperienza con la maglia del Cagliari. Dopo il passaggio di David Suazo all'Inter nel 2007 eredita la fascia di capitano, che manterrà fino al suo addio alla squadra sarda al termine della stagione 2009-2010.
È il quinto giocatore nella storia della squadra rossoblù per presenze in campionato, con 314 partite disputate, condite da 7 reti. Il 5 ottobre 2008 in occasione della partita col Milan, raggiunge le 300 presenze (contando campionato e altre competizioni) con la maglia rossoblù, e viene premiato prima del calcio d'inizio.
Nonostante varie richieste da club uruguaiani come il Peñarol ed il River Montevideo, decide di abbandonare il calcio giocato per intraprendere la carriera da allenatore.

#### Nazionale
Ha più volte vestito la maglia della Nazionale uruguaiana, debuttando il 19 ottobre 1994 in un'amichevole con il Perù. Ha fatto parte della rosa che ha vinto la Copa América nel 1995 e fu il capitano nel sorprendente secondo posto nella Copa América 1999 di una Celeste ricca di giovani e lui stesso al tempo aveva solo 17 presenze in Nazionale prima dell'inizio della manifestazione. In 9 anni ha collezionato 39 presenze senza mai andare in goal.

### Allenatore

#### Inizi e Cagliari
Per un breve periodo, da luglio ad ottobre 2012, ha allenato la squadra Primavera del Cagliari debuttando ufficialmente nel campionato di categoria il 25 agosto dello stesso anno, battendo il Livorno in trasferta col risultato di 3-2. Da notare anche la vittoria per 5-0 in casa della Juventus.
Il 2 ottobre 2012, López diventa vice allenatore del Cagliari, coadiuvato da Pierluigi Corellas e con Ivo Pulga allenatore. In coppia con l'allenatore modenese è protagonista di un ottimo girone di ritorno, riuscendo a conquistare la salvezza con 6 turni di anticipo sulla fine del campionato, ottenendo una media a partita di 1,4 punti.
Nella stagione 2013-2014, l'ex-difensore è promosso come allenatore del Cagliari, con vice Ivo Pulga. Il 7 aprile, dopo la sconfitta per 3-1 contro la Roma, viene esonerato malgrado avesse 7 punti di vantaggio sulla terz'ultima e sostituito dallo stesso tecnico modenese. Ha ottenuto 32 punti con i sardi frutto di 7 vittorie, 11 pareggi e 14 sconfitte.
Il 1º luglio 2014, López rescinde il contratto che lo legava alla squadra cagliaritana.

#### Bologna
Successivamente, dopo la rescissione coi sardi, López decide di accasarsi al Bologna, retrocesso in Serie B. In seguito alla sconfitta contro il Frosinone del 2 maggio 2015, il 4 maggio dello stesso anno viene esonerato con la squadra precipitata al 4º posto; in tutto ha collezionato 16 vittorie, 15 pareggi e 8 sconfitte con 63 punti conquistati.

#### Palermo
Il 26 gennaio 2017 López firma un contratto fino al 30 giugno 2018 col Palermo, divenendo il quarto allenatore della stagione rosanero e sostituendo il dimissionario Eugenio Corini. Esordisce nel posticipo della ventiduesima giornata, il 29 gennaio, in Napoli-Palermo 1-1. Il 5 febbraio successivo vince la sua prima partita alla guida del Palermo, vincendo lo scontro salvezza contro il Crotone e ottenendo la prima vittoria della stagione dei rosanero al Barbera. L'11 aprile, a seguito della sconfitta per 4-0 subìta in casa del Milan, viene esonerato e il 17 ottobre risolve in maniera consensuale il contratto con i siciliani che valeva ancora 8 mesi.

#### Ritorno al Cagliari
Il 18 ottobre, all'indomani della risoluzione del contratto col club rosanero, López torna ad allenare il Cagliari sottoscrivendo un contratto sino al 30 giugno 2019 in sostituzione di Massimo Rastelli, esonerato dopo l'ottava giornata. Dopo un inizio con 3 vittorie nelle prime 4 partite contro Benevento, Verona e Udinese, a partire da dicembre la squadra subisce una nuova flessione, rimediando la terzultima posizione a due giornate dal termine del campionato. Il Cagliari riesce però a mantenere la categoria grazie alle vittorie contro Fiorentina e Atalanta, ma Lopez non viene confermato e il 30 maggio 2018 rescinde per la seconda volta coi sardi.

#### Peñarol
Il 7 giugno 2018 López viene ingaggiato dal Peñarol, ritornando così in Uruguay, per la prima volta da allenatore. Alla fine della stagione vince il campionato uruguaiano e nella stagione 2019 si piazza al secondo posto. Al termine del contratto, viene sostituito nel ruolo da Diego Forlán.

#### Brescia
Il 5 febbraio 2020 López viene ingaggiato dal Brescia, firmando un contratto di due anni e mezzo con la società di Massimo Cellino (già suo presidente ai tempi del Cagliari, dal 1998 al 2010, quando era giocatore) e sostituendo di nuovo Eugenio Corini, come successo al Palermo. Quattro giorni dopo, al debutto, pareggia in casa (1-1) contro l'Udinese. Non riesce nell'impresa di rimanere in massima serie: la retrocessione in Serie B viene sancita con tre turni d'anticipo, in seguito alla sconfitta in casa del Lecce (3-1). Il 20 agosto risolve consensualmente il contratto con la società lombarda.
Il 6 ottobre 2020 López viene richiamato sulla panchina del Brescia, in Serie B, in seguito all'esonero di Luigi Delneri, allontanato dopo sole due partite di campionato. Viene esonerato il 7 dicembre seguente, dopo aver raccolto solo 8 punti in 9 partite.

#### Universidad de Chile
Il 31 maggio 2022, dopo circa un anno e mezzo di inattività, López diviene il nuovo allenatore dell'Universidad de Chile, firmando un contratto valido fino al 31 dicembre del 2023 con la società cilena. Viene esonerato dopo appena quattro mesi, il 9 settembre 2022.

#### Barcelona SC e River Plate (Montevideo)
Il 12 luglio 2023, López viene ingaggiato come tecnico dal Barcelona SC, squadra della massima serie ecuadoriana, con cui firma un contratto annuale. Nell'aprile 2024 viene esonerato, nonostante la sua squadra stesse tenendo un buon rendimento.
Il 30 dicembre 2024 viene nominato nuovo allenatore del River Plate (M).

## Statistiche

### Presenze e reti nei club
| Stagione                | Squadra                 | Campionato              | Campionato | Campionato | Coppe nazionali | Coppe nazionali | Coppe nazionali | Coppe continentali | Coppe continentali | Coppe continentali | Altre coppe | Altre coppe | Altre coppe | Totale | Totale |
| Stagione                | Squadra                 | Comp                    | Pres       | Reti       | Comp            | Pres            | Reti            | Comp               | Pres               | Reti               | Comp        | Pres        | Reti        | Pres   | Reti   |
| ----------------------- | ----------------------- | ----------------------- | ---------- | ---------- | --------------- | --------------- | --------------- | ------------------ | ------------------ | ------------------ | ----------- | ----------- | ----------- | ------ | ------ |
| 1995                    | River Plate             | PD                      | 27         | 2          | -               | -               | -               | -                  | -                  | -                  | -           | -           | -           | 27     | 2      |
| 1996                    | River Plate             | PD                      | 10         | 0          | -               | -               | -               | -                  | -                  | -                  | -           | -           | -           | 10     | 0      |
| Totale River Plate      | Totale River Plate      | Totale River Plate      | 37         | 2          |                 | -               | -               |                    | -                  | -                  |             | -           | -           | 37     | 2      |
| 1996-1997               | Racing Santander        | PD                      | 39         | 1          | -               | -               | -               | -                  | -                  | -                  | -           | -           | -           | 39     | 1      |
| 1997-1998               | Racing Santander        | PD                      | 23         | 2          | -               | -               | -               | -                  | -                  | -                  | -           | -           | -           | 23     | 2      |
| Totale Racing Santander | Totale Racing Santander | Totale Racing Santander | 62         | 3          |                 | -               | -               |                    | -                  | -                  |             | -           | -           | 62     | 3      |
| 1998-1999               | Cagliari                | A                       | 1          | 0          | CI              | 1               | 0               | -                  | -                  | -                  | -           | -           | -           | 2      | 0      |
| 1999-2000               | Cagliari                | A                       | 29         | 0          | CI              | 6               | 0               | -                  | -                  | -                  | -           | -           | -           | 35     | 0      |
| 2000-2001               | Cagliari                | B                       | 32         | 0          | CI              | 3               | 0               | -                  | -                  | -                  | -           | -           | -           | 35     | 0      |
| 2001-2002               | Cagliari                | B                       | 30         | 1          | CI              | 3               | 1               | -                  | -                  | -                  | -           | -           | -           | 33     | 2      |
| 2002-2003               | Cagliari                | B                       | 26         | 1          | CI              | 1               | 0               | -                  | -                  | -                  | -           | -           | -           | 27     | 1      |
| 2003-2004               | Cagliari                | B                       | 32         | 2          | CI              | 1               | 0               | -                  | -                  | -                  | -           | -           | -           | 33     | 2      |
| 2004-2005               | Cagliari                | A                       | 33         | 1          | CI              | 6               | 1               | -                  | -                  | -                  | -           | -           | -           | 39     | 2      |
| 2005-2006               | Cagliari                | A                       | 22         | 0          | CI              | 4               | 0               | -                  | -                  | -                  | -           | -           | -           | 26     | 0      |
| 2006-2007               | Cagliari                | A                       | 35         | 0          | CI              | 3               | 0               | -                  | -                  | -                  | -           | -           | -           | 38     | 0      |
| 2007-2008               | Cagliari                | A                       | 26         | 0          | CI              | 0               | 0               | -                  | -                  | -                  | -           | -           | -           | 26     | 0      |
| 2008-2009               | Cagliari                | A                       | 30         | 1          | CI              | 1               | 0               | -                  | -                  | -                  | -           | -           | -           | 31     | 1      |
| 2009-2010               | Cagliari                | A                       | 18         | 1          | CI              | 1               | 0               | -                  | -                  | -                  | -           | -           | -           | 19     | 1      |
| Totale Cagliari         | Totale Cagliari         | Totale Cagliari         | 314        | 7          |                 | 30              | 2               |                    | -                  | -                  |             | -           | -           | 344    | 9      |
| Totale carriera         | Totale carriera         | Totale carriera         | 413        | 12         |                 | 30              | 2               |                    | -                  | -                  |             | -           | -           | 443    | 14     |

### Cronologia presenze e reti in nazionale
| Cronologia completa delle presenze e delle reti in nazionale ― Uruguay | Cronologia completa delle presenze e delle reti in nazionale ― Uruguay | Cronologia completa delle presenze e delle reti in nazionale ― Uruguay | Cronologia completa delle presenze e delle reti in nazionale ― Uruguay | Cronologia completa delle presenze e delle reti in nazionale ― Uruguay | Cronologia completa delle presenze e delle reti in nazionale ― Uruguay | Cronologia completa delle presenze e delle reti in nazionale ― Uruguay | Cronologia completa delle presenze e delle reti in nazionale ― Uruguay |
| Data                                                                   | Città                                                                  | In casa                                                                | Risultato                                                              | Ospiti                                                                 | Competizione                                                           | Reti                                                                   | Note                                                                   |
| ---------------------------------------------------------------------- | ---------------------------------------------------------------------- | ---------------------------------------------------------------------- | ---------------------------------------------------------------------- | ---------------------------------------------------------------------- | ---------------------------------------------------------------------- | ---------------------------------------------------------------------- | ---------------------------------------------------------------------- |
| 19-10-1994                                                             | Lima                                                                   | Perù                                                                   | 0 – 1                                                                  | Uruguay                                                                | Coppa Parra del Riego                                                  | -                                                                      |                                                                        |
| 22-3-1995                                                              | Medellín                                                               | Colombia                                                               | 2 – 1                                                                  | Uruguay                                                                | Amichevole                                                             | -                                                                      |                                                                        |
| 25-3-1995                                                              | Dallas                                                                 | Stati Uniti                                                            | 2 – 2                                                                  | Uruguay                                                                | Amichevole                                                             | -                                                                      |                                                                        |
| 29-3-1995                                                              | Nantes                                                                 | Inghilterra                                                            | 0 – 0                                                                  | Uruguay                                                                | Amichevole                                                             | -                                                                      |                                                                        |
| 5-4-1995                                                               | Montevideo                                                             | Uruguay                                                                | 1 – 0                                                                  | Perù                                                                   | Amichevole                                                             | -                                                                      |                                                                        |
| 25-6-1995                                                              | Paysandú                                                               | Uruguay                                                                | 7 – 0                                                                  | Nuova Zelanda                                                          | Amichevole                                                             | -                                                                      |                                                                        |
| 5-7-1995                                                               | Montevideo                                                             | Uruguay                                                                | 4 – 1                                                                  | Venezuela                                                              | Coppa America 1995 - 1º turno                                          | -                                                                      | 71’                                                                    |
| 20-9-1995                                                              | Gerusalemme                                                            | Israele                                                                | 3 – 1                                                                  | Uruguay                                                                | Amichevole                                                             | -                                                                      | 85’                                                                    |
| 17-7-1996                                                              | Pechino                                                                | Cile                                                                   | 0 – 1                                                                  | Uruguay                                                                | Amichevole                                                             | -                                                                      | 86’                                                                    |
| 10-9-1997                                                              | Lima                                                                   | Perù                                                                   | 2 – 1                                                                  | Uruguay                                                                | Qual. Mondiali 1998                                                    | -                                                                      |                                                                        |
| 13-12-1997                                                             | Riyad                                                                  | Emirati Arabi Uniti                                                    | 0 – 2                                                                  | Uruguay                                                                | Conf. Cup 1997 - 1º turno                                              | -                                                                      |                                                                        |
| 15-12-1997                                                             | Riyad                                                                  | Rep. Ceca                                                              | 1 – 2                                                                  | Uruguay                                                                | Conf. Cup 1997 - 1º turno                                              | -                                                                      |                                                                        |
| 17-12-1997                                                             | Riyad                                                                  | Uruguay                                                                | 4 – 3                                                                  | Sudafrica                                                              | Conf. Cup 1997 - 1º turno                                              | -                                                                      |                                                                        |
| 19-12-1997                                                             | Riyad                                                                  | Australia                                                              | 1 – 0 dts                                                              | Uruguay                                                                | Conf. Cup 1997 - Semifinale                                            | -                                                                      |                                                                        |
| 21-12-1997                                                             | Riyad                                                                  | Rep. Ceca                                                              | 1 – 0                                                                  | Uruguay                                                                | Conf. Cup 1997 - Finale 3º posto                                       | -                                                                      |                                                                        |
| 24-5-1998                                                              | Santiago del Cile                                                      | Cile                                                                   | 2 – 2                                                                  | Uruguay                                                                | Amichevole                                                             | -                                                                      |                                                                        |
| 17-6-1999                                                              | Ciudad del Este                                                        | Uruguay                                                                | 3 – 2                                                                  | Paraguay                                                               | Amichevole                                                             | -                                                                      | cap.                                                                   |
| 1-7-1999                                                               | Asunción                                                               | Uruguay                                                                | 0 – 1                                                                  | Colombia                                                               | Coppa America 1999 - 1º turno                                          | -                                                                      | cap. 67’                                                               |
| 10-7-1999                                                              | Asunción                                                               | Paraguay                                                               | 1 – 1 dts (3 – 5 dtr)                                                  | Uruguay                                                                | Coppa America 1999 - Quarti di finale                                  | -                                                                      | 89’                                                                    |
| 8-9-1999                                                               | Montevideo                                                             | Uruguay                                                                | 2 – 0                                                                  | Venezuela                                                              | Amichevole                                                             | -                                                                      |                                                                        |
| 12-10-1999                                                             | Montevideo                                                             | Uruguay                                                                | 0 – 0                                                                  | Ecuador                                                                | Amichevole                                                             | -                                                                      |                                                                        |
| 17-11-1999                                                             | Maldonado                                                              | Uruguay                                                                | 0 – 1                                                                  | Paraguay                                                               | Amichevole                                                             | -                                                                      |                                                                        |
| 29-3-2000                                                              | Montevideo                                                             | Uruguay                                                                | 1 – 0                                                                  | Bolivia                                                                | Qual. Mondiali 2002                                                    | -                                                                      |                                                                        |
| 16-7-2003                                                              | La Plata                                                               | Argentina                                                              | 2 – 2                                                                  | Uruguay                                                                | Amichevole                                                             | -                                                                      | 74’                                                                    |
| 20-8-2003                                                              | Firenze                                                                | Argentina                                                              | 3 – 2                                                                  | Uruguay                                                                | Amichevole                                                             | -                                                                      |                                                                        |
| 7-9-2003                                                               | Montevideo                                                             | Uruguay                                                                | 5 – 0                                                                  | Bolivia                                                                | Qual. Mondiali 2006                                                    | -                                                                      | 79’                                                                    |
| 15-11-2003                                                             | Montevideo                                                             | Uruguay                                                                | 2 – 1                                                                  | Cile                                                                   | Qual. Mondiali 2006                                                    | -                                                                      |                                                                        |
| 19-11-2003                                                             | Curitiba                                                               | Brasile                                                                | 3 – 3                                                                  | Uruguay                                                                | Qual. Mondiali 2006                                                    | -                                                                      |                                                                        |
| 31-3-2004                                                              | Montevideo                                                             | Uruguay                                                                | 0 – 3                                                                  | Venezuela                                                              | Qual. Mondiali 2006                                                    | -                                                                      | 25’, 75’                                                               |
| 17-11-2004                                                             | Montevideo                                                             | Uruguay                                                                | 1 – 0                                                                  | Paraguay                                                               | Qual. Mondiali 2006                                                    | -                                                                      |                                                                        |
| 26-3-2005                                                              | Santiago                                                               | Cile                                                                   | 1 – 1                                                                  | Uruguay                                                                | Qual. Mondiali 2006                                                    | -                                                                      | Ammonizione                                                            |
| 30-3-2005                                                              | Montevideo                                                             | Uruguay                                                                | 1 – 1                                                                  | Brasile                                                                | Qual. Mondiali 2006                                                    | -                                                                      |                                                                        |
| 4-6-2005                                                               | Maracaibo                                                              | Venezuela                                                              | 1 – 1                                                                  | Uruguay                                                                | Qual. Mondiali 2006                                                    | -                                                                      |                                                                        |
| 7-6-2005                                                               | Lima                                                                   | Perù                                                                   | 0 – 0                                                                  | Uruguay                                                                | Qual. Mondiali 2006                                                    | -                                                                      | 32’                                                                    |
| 17-8-2005                                                              | Gijón                                                                  | Spagna                                                                 | 2 – 0                                                                  | Uruguay                                                                | Amichevole                                                             | -                                                                      |                                                                        |
| 4-9-2005                                                               | Montevideo                                                             | Uruguay                                                                | 3 – 2                                                                  | Colombia                                                               | Qual. Mondiali 2006                                                    | -                                                                      |                                                                        |
| 8-10-2005                                                              | Quito                                                                  | Ecuador                                                                | 0 – 0                                                                  | Uruguay                                                                | Qual. Mondiali 2006                                                    | -                                                                      |                                                                        |
| 12-10-2005                                                             | Montevideo                                                             | Uruguay                                                                | 1 – 0                                                                  | Argentina                                                              | Qual. Mondiali 2006                                                    | -                                                                      | 90’                                                                    |
| 12-11-2005                                                             | Montevideo                                                             | Uruguay                                                                | 1 – 0                                                                  | Australia                                                              | Qual. Mondiali 2006                                                    | -                                                                      | 63’                                                                    |
| Totale                                                                 |                                                                        | Presenze                                                               | 39                                                                     |                                                                        | Reti                                                                   | 0                                                                      |                                                                        |

| Cronologia completa delle presenze e delle reti in nazionale ― Uruguay under 20 | Cronologia completa delle presenze e delle reti in nazionale ― Uruguay under 20 | Cronologia completa delle presenze e delle reti in nazionale ― Uruguay under 20 | Cronologia completa delle presenze e delle reti in nazionale ― Uruguay under 20 | Cronologia completa delle presenze e delle reti in nazionale ― Uruguay under 20 | Cronologia completa delle presenze e delle reti in nazionale ― Uruguay under 20 | Cronologia completa delle presenze e delle reti in nazionale ― Uruguay under 20 | Cronologia completa delle presenze e delle reti in nazionale ― Uruguay under 20 |
| Data                                                                            | Città                                                                           | In casa                                                                         | Risultato                                                                       | Ospiti                                                                          | Competizione                                                                    | Reti                                                                            | Note                                                                            |
| ------------------------------------------------------------------------------- | ------------------------------------------------------------------------------- | ------------------------------------------------------------------------------- | ------------------------------------------------------------------------------- | ------------------------------------------------------------------------------- | ------------------------------------------------------------------------------- | ------------------------------------------------------------------------------- | ------------------------------------------------------------------------------- |
| 6-3-1993                                                                        | Brisbane                                                                        | Uruguay under 20                                                                | 1 – 1                                                                           | Ghana under 20                                                                  | Mondiali Under-20 1993 - 1º turno                                               | -                                                                               | 31’                                                                             |
| 9-3-1993                                                                        | Brisbane                                                                        | Portogallo under 20                                                             | 1 – 2                                                                           | Uruguay under 20                                                                | Mondiali Under-20 1993 - 1º turno                                               | -                                                                               |                                                                                 |
| 11-3-1993                                                                       | Brisbane                                                                        | Germania under 20                                                               | 1 – 2                                                                           | Uruguay under 20                                                                | Mondiali Under-20 1993 - 1º turno                                               | 1                                                                               | 47’, 67’                                                                        |
| Totale                                                                          |                                                                                 | Presenze                                                                        | 3                                                                               |                                                                                 | Reti                                                                            | 1                                                                               |                                                                                 |

### Statistiche da allenatore
Statistiche aggiornate al 31 dicembre 2024.
| Stagione            | Squadra              | Campionato          | Campionato | Campionato | Campionato | Campionato | Coppe nazionali | Coppe nazionali | Coppe nazionali | Coppe nazionali | Coppe nazionali | Coppe continentali | Coppe continentali | Coppe continentali | Coppe continentali | Coppe continentali | Altre coppe | Altre coppe | Altre coppe | Altre coppe | Altre coppe | Totale | Totale | Totale | Totale | % Vittorie | Piazzamento             |
| Stagione            | Squadra              | Comp                | G          | V          | N          | P          | Comp            | G               | V               | N               | P               | Comp               | G                  | V                  | N                  | P                  | Comp        | G           | V           | N           | P           | G      | V      | N      | P      | %          | Piazzamento             |
| ------------------- | -------------------- | ------------------- | ---------- | ---------- | ---------- | ---------- | --------------- | --------------- | --------------- | --------------- | --------------- | ------------------ | ------------------ | ------------------ | ------------------ | ------------------ | ----------- | ----------- | ----------- | ----------- | ----------- | ------ | ------ | ------ | ------ | ---------- | ----------------------- |
| 2013-apr. 2014      | Cagliari             | A                   | 32         | 7          | 10         | 15         | CI              | 1               | 0               | 0               | 1               | -                  | -                  | -                  | -                  | -                  | -           | -           | -           | -           | -           | 33     | 7      | 10     | 16     | 21,21      | Eson.                   |
| 2014-mag. 2015      | Bologna              | B                   | 39         | 16         | 15         | 8          | CI              | 1               | 0               | 0               | 1               | -                  | -                  | -                  | -                  | -                  | -           | -           | -           | -           | -           | 40     | 16     | 15     | 9      | 40,00      | Eson.                   |
| gen.-apr. 2017      | Palermo              | A                   | 10         | 1          | 2          | 7          | -               | -               | -               | -               | -               | -                  | -                  | -                  | -                  | -                  | -           | -           | -           | -           | -           | 10     | 1      | 2      | 7      | 10,00      | Sub., Eson.             |
| ott. 2017-2018      | Cagliari             | A                   | 30         | 9          | 6          | 15         | CI              | 1               | 0               | 0               | 1               | -                  | -                  | -                  | -                  | -                  | -           | -           | -           | -           | -           | 31     | 9      | 6      | 16     | 29,03      | Sub., 16º               |
| Totale Cagliari     | Totale Cagliari      | Totale Cagliari     | 62         | 16         | 16         | 30         |                 | 2               | 0               | 0               | 2               |                    | -                  | -                  | -                  | -                  |             | -           | -           | -           | -           | 64     | 16     | 16     | 32     | 25,00      |                         |
| giu.-dic. 2018      | Peñarol              | PD                  | 15         | 11         | 3          | 1          | -               | -               | -               | -               | -               | CL+CS              | 2+0                | 0                  | 0                  | 2+0                | SU          | 0           | 0           | 0           | 0           | 17     | 11     | 3      | 3      | 64,71      | Sub., 1º                |
| 2019                | Peñarol              | PD                  | 38+1       | 21         | 11         | 6+1        | -               | -               | -               | -               | -               | CL+CS              | 6+4                | 3+1                | 1+1                | 2+2                | SU          | 1           | 0           | 1           | 0           | 50     | 25     | 14     | 11     | 50,00      | 2º                      |
| Totale Peñarol      | Totale Peñarol       | Totale Peñarol      | 53+1       | 32         | 14         | 7+1        |                 | -               | -               | -               | -               |                    | 12                 | 4                  | 2                  | 6                  |             | 1           | 0           | 1           | 0           | 67     | 36     | 17     | 14     | 53,73      |                         |
| feb.-ago. 2020      | Brescia              | A                   | 16         | 2          | 4          | 10         | CI              | -               | -               | -               | -               | -                  | -                  | -                  | -                  | -                  | -           | -           | -           | -           | -           | 16     | 2      | 4      | 10     | 12,50      | Sub., 19º, (retrocesso) |
| ott.-dic. 2020      | Brescia              | B                   | 7          | 2          | 2          | 3          | CI              | 2               | 1               | 0               | 1               | -                  | -                  | -                  | -                  | -                  | -           | -           | -           | -           | -           | 9      | 3      | 2      | 4      | 33,33      | Sub., Eson.             |
| Totale Brescia      | Totale Brescia       | Totale Brescia      | 23         | 4          | 6          | 13         |                 | 2               | 1               | 0               | 1               |                    | -                  | -                  | -                  | -                  |             | -           | -           | -           | -           | 25     | 5      | 6      | 14     | 20,00      |                         |
| mag.-set. 2022      | Universidad de Chile | PD                  | 9          | 1          | 3          | 5          | CC              | 4               | 2               | 2               | 0               | -                  | -                  | -                  | -                  | -                  | -           | -           | -           | -           | -           | 13     | 3      | 5      | 5      | 23,08      | Sub., Eson.             |
| lug.-dic. 2023      | Barcelona SC         | A                   | 15         | 9          | 5          | 1          | -               | -               | -               | -               | -               | CS                 | 1                  | 0                  | 0                  | 1                  | -           | -           | -           | -           | -           | 16     | 9      | 5      | 2      | 56,25      | Sub., 2°                |
| gen.-apr. 2024      | Barcelona SC         | A                   | 7          | 4          | 2          | 1          | -               | -               | -               | -               | -               | CL                 | 2                  | 0                  | 2                  | 0                  | -           | -           | -           | -           | -           | 9      | 4      | 4      | 1      | 44,44      | Eson.                   |
| Totale Barcelona SC | Totale Barcelona SC  | Totale Barcelona SC | 22         | 13         | 7          | 2          |                 | -               | -               | -               | -               |                    | 3                  | 0                  | 2                  | 1                  |             | -           | -           | -           | -           | 25     | 13     | 9      | 3      | 52,00      |                         |
| 2025                | River Plate (M)      | PD                  | 0          | 0          | 0          | 0          | -               | -               | -               | -               | -               | -                  | -                  | -                  | -                  | -                  | -           | -           | -           | -           | -           | 0      | 0      | 0      | 0      | —          | da disputare            |
| Totale carriera     | Totale carriera      | Totale carriera     | 219        | 83         | 63         | 73         |                 | 9               | 3               | 2               | 4               |                    | 15                 | 4                  | 4                  | 7                  |             | 1           | 0           | 1           | 0           | 244    | 90     | 70     | 84     | 36,89      |                         |

## Palmarès

### Giocatore

#### Nazionale
- Coppa America: 1

Uruguay 1995

### Allenatore

#### Club
- Campionato uruguaiano di calcio: 1

Peñarol: 2018